# Quartier le Busca
Pour les articles homonymes, voir Busca.
Le Busca est un quartier de Toulouse, situé entre le canal du Midi et le jardin des Plantes.

## Historique
Le nom du quartier provient de l'ancien château qui était situé sur la place Henry-Russel. La famille de Busca y possédait une métairie. C'était alors le faubourg du Sauzat. Après bien des vicissitudes, le domaine agricole revient au XIXe siècle au sieur Daran aîné, qui proteste contre l'établissement du chemin de ronde (actuelle avenue Paul-Crampel) qui partage sa propriété, et va mettre l'octroi à quelques mètres des fenêtres du château.
En 1841, le canal déborde, et le domaine de Busca subit un grand dommage, il est alors la propriété du marquis de Castellane. C'est l'une des plus belles maisons de plaisance de la banlieue toulousaine, comportant une belle allée de peupliers (rue Édouard-Branly), jardin, bosquet à l'anglaise, cabinets chinois, jets d'eau, orangerie, pont sur rigole... etc.
Par la suite, le domaine est morcelé et loti, une partie revient à la ville, et devient domaine public, l'autre est acquise par des investisseurs privés. Le château quant à lui, jugé incommode, est rasé en 1859.
Au début du XXe siècle, deux « baloches » se succédèrent, l'une sur la place du Busca, l'autre sur la place de la Gravette (Henri-Russel) :
« De bièro, de clareto, 
E de bouno piqueto
De l'an de la Coumeto
Boudiou ! que vaou m'en embuca
Per la Balôcho del Busca »
L'Anric del Busca (1904)

## Lieux et monuments
- Muséum de Toulouse
- Musée Georges Labit
- L'église Saint-Exupère
- Le monument aux morts
- La fontaine Le soir de la vie par Auguste Seysses 1907

Le Musée Georges Labit.
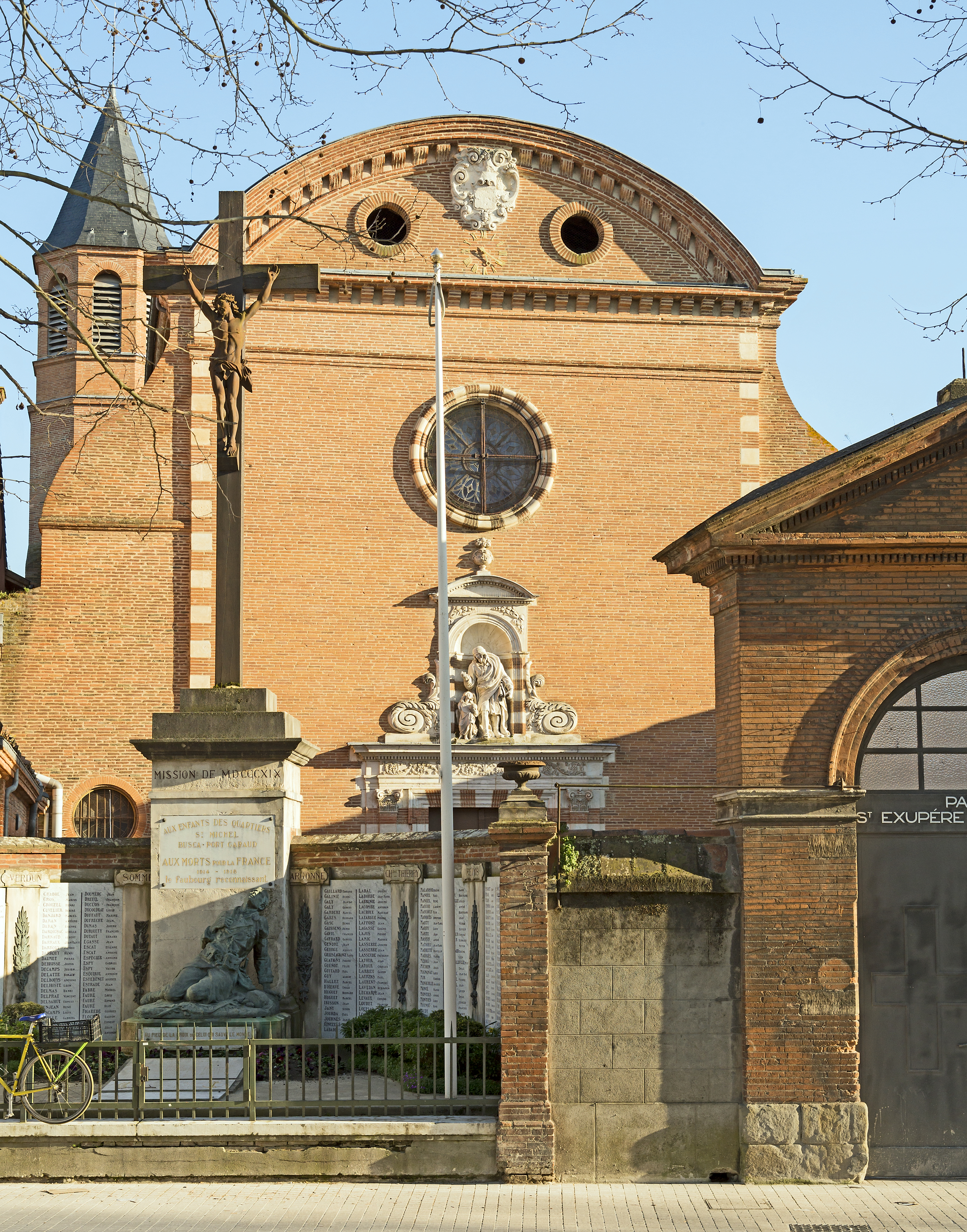
L'église Saint-Exupère.
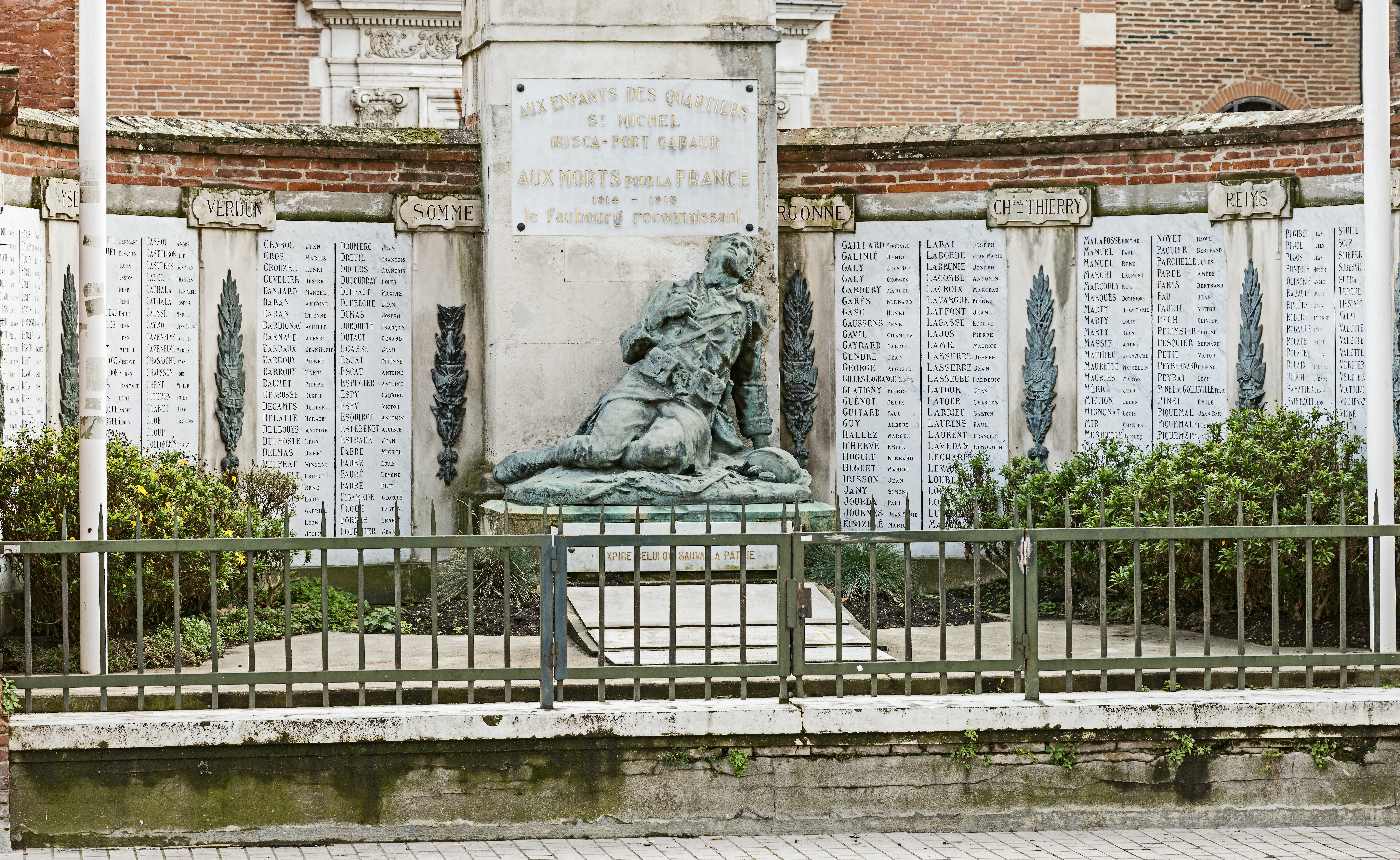
Monument aux Morts.
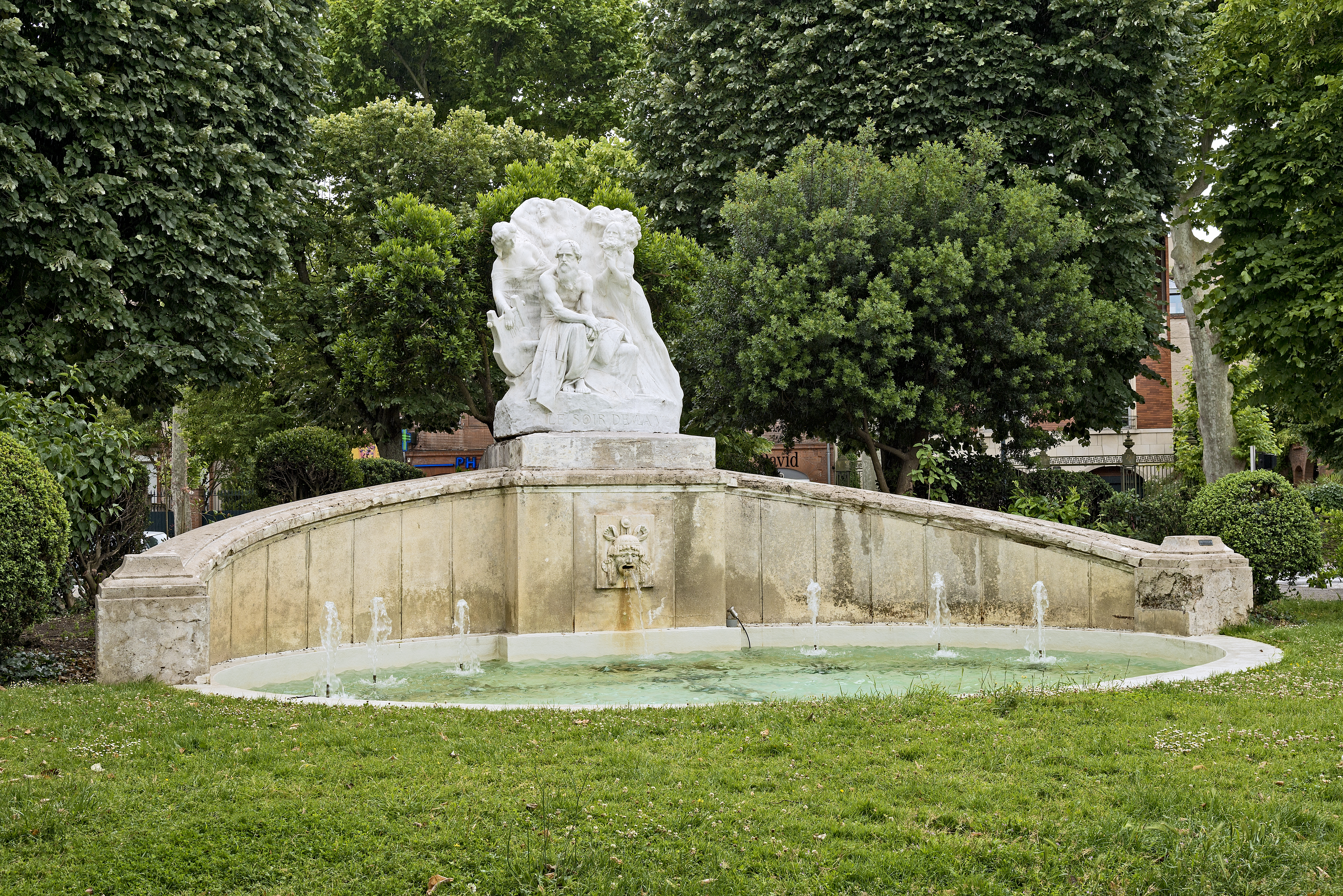
La fontaine Le soir de la vie.